# Zal Yanovsky

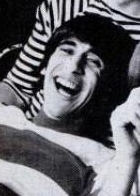
Zal Yanovsky (1965)

Zalman „Zal“ Yanovsky (* 19. Dezember 1944; † 13. Dezember 2002 in Kingston) war ein kanadischer Musiker, Produzent und Gastronom, der in den Jahren 1965 bis 1967 durch seine Mitwirkung in der US-amerikanischen Band The Lovin’ Spoonful berühmt wurde. Yanovsky starb mit 58 Jahren in Kingston (Ontario) an den Folgen eines Herzinfarkts.

## Jugend
Geboren in Toronto, Kanada als Sohn des jüdischen Polit-Karikaturisten Avrom Yanovsky, verließ er das College im Alter von 16 Jahren und spielte Folkmusic in kanadischen Kaffeehäusern.
Kurze Zeit später arbeitete er in einem Kibbuz in Israel, den er verlassen musste, nachdem er einen Traktor in ein Gebäude gefahren hatte.
Anschließend hielt der musikalische Autodidakt sich mit Straßenmusik in Tel Aviv über Wasser.
Nachdem er nach Toronto zurückgekehrt war, lernte er Denny Doherty kennen, den späteren Sänger der Mamas and Papas. Doherty lud ihn ein, seiner Folk-Blues-Gruppe The Halifax Three beizutreten. Mit Doherty und Cass Elliot, einem weiteren späteren Mamas and Papas-Mitglied, gründete er 1964 The Mugwumps.
Die von dieser Band aufgenommenen Schallplatten wurden erst veröffentlicht, nachdem ihre Mitglieder in anderen Bands bekannt geworden waren.

## The Lovin’ Spoonful
Während seines Aufenthaltes in der Folkszene von Greenwich Village, New York, freundete er sich mit John Sebastian an, mit dem er die Vorliebe für verschiedene Arten des Folk und des Blues teilte. Vom Beispiel der Beatles inspiriert, gründeten die beiden, zusammen mit den aus Long Island stammenden Steve Boone (Bass) und Joe Butler (Schlagzeug), die Band The Lovin’ Spoonful, in der sie traditionelle Musik mit Rock and Roll kombinierten. Den Namen hatten sie von einem Song von Mississippi John Hurt.
1965 schlossen sie einen Plattenvertrag mit Kama Sutra Records und erreichten mit ihrer ersten Single Do You Believe In Magic? die Top Ten der US-amerikanischen Charts. Mit weiteren Erfolgen wie Daydream, Summer In The City und Darling Be Home Soon gehörten sie zu den ersten Bands, die die Dominanz der Beatles und anderer britischer Musiker in den USA herausforderten.
In einer Zeit, als Rock-LPs üblicherweise aus einem Single-Hit und mehrheitlich fillers bestand, veröffentlichten die Lovin’ Spoonful Alben mit inspirierten, meist selbst komponierten Songs. 1966 nahmen sie den Soundtrack zum Film What’s Up, Tiger Lily? von Woody Allen und 1967 den zu You’re A Big Boy Now von Francis Ford Coppola auf.
Die gute Laune, die die Gruppe als Markenzeichen hatte, wurde gestört, als Boone und Zanovsky wegen Besitzes von Marihuana festgenommen wurden. Um einer Ausweisung aus den USA zu entgehen, verriet Yanovsky seinen Dealer, woraufhin die Lovin’ Spoonful von der musikalischen Gegenkultur geächtet wurden. Mitte 1967 verließ er die Band und wurde durch Jerry Yester vom Modern Folk Quartet ersetzt.

## Der Solo-Künstler
Nach seiner Rückkehr nach Kanada nahm er das Album Alive and Well in Argentina (and Loving Every Minute Of It) auf, das 1968 auf Buddah Records erschien. Sowohl die LP als auch eine Single, As Long As You’re Here, mit dem gleichen Stück rückwärts gespielt und ohne Gesang als B-Seite, erreichten minimale Verkaufszahlen. 1971 erschien eine Wiederveröffentlichung des Albums auf Kama Sutra Records.
Ab 1969 betätigte Zanovsky sich, zusammen mit Jerry Yester, als Produzent, etwa bei den Alben Happy Sad von Tim Buckley (1969), Fifth Avenue Band und Farewell Aldebaran von Jerry Yester und Judy Henske. Er spielte mit Kris Kristofferson und trat in der Pseudo-Broadway-Show National Lampoon’s Lemmings im New Yorker The Village Gate mit dem Song Nirvana Banana, einer Parodie auf Donovan, auf.
In den frühen 1970er Jahren kehrte er der Musikwelt den Rücken und produzierte zunächst TV-Serien für das kanadische Fernsehen, u. a. die allabendliche Gerichts-Serie Magistrate’s Court. 1975 trat er, zusammen mit Mick Jagger und Alice Cooper, in der TV-Dokumentation Rock-A-Bye auf. 1980 spielte Yanovsky noch einmal mit seinen Lovin’ Spoonful Kollegen bei mehreren Anlässen, u. a. im Film One Trick Pony von Paul Simon. Auch erschien er mehrmals unangekündigt bei Auftritten von John Sebastian.
Im März 1996 wurde er in die Canadian Music Hall of Fame gewählt. Im Jahr 2000 trafen sich die Original Lovin’ Spoonful zum letzten Mal anlässlich ihrer Aufnahme in die Rock and Roll Hall of Fame, bei der sie einige ihrer früheren Hits live spielten. Im Anschluss begleitete Zanovsky Sebastian auf einer Tournee durch England.

## Der Gastronom
Mit seiner zweiten Frau, Rose Richardson, gründete er 1979 das Nobel-Restaurant Chez Piggy, das zum Treffpunkt der Nachtschwärmer von Kingston, Ontario wurde. Sein gleichnamiges Kochbuch präsentierte er im kanadischen TV. 1994 eröffnete er die Bäckerei Pan Chancho.

## Tod
Am 13. Dezember 2002 starb Zal Yanovsky auf seiner Farm an den Folgen eines Herzinfarktes. Nachdem 2005 auch seine Frau Rose Richardson gestorben war, übernahm die Tochter Zoe Yanovsky, gemeinsam mit der Schauspielerin Jackie Burroughs, beide Betriebe. Sie vervollständigte auch The Pan Chancho Cookbook, an dem ihr Vater zuletzt gearbeitet hatte. Es erschien 2006 bei Bookmakers Press.
Vor seinem Tod hatte Yanovsky sich noch an der Wiederveröffentlichung der beiden ersten Alben der Lovin’ Spoonful auf CD beteiligt, die 2002 auf BMG Records erschienen.

### Nachruf
John Sebastian über seinen verstorbenen Freund: „Ich habe in Zally all diese Stärken gesehen. Er konnte wie Elmore James spielen. Er konnte wie Floyd Cramer spielen. Er konnte wie Chuck Berry spielen. Er konnte wie all diese Leute spielen, aber er hatte auch eine eigene überwältigende Persönlichkeit. Mit all dem, dachte ich mir, konnten wir etwas mit echter Flexibilität entstehen lassen“.

## Diskografie
The Mugwumps
- 1964: I Don't Wanna Know / I'll Remember Tonight (Single)
- 1964: Searchin' / Here It Is Another Day (Single, erschienen 1967)
- 1964: The Mugwumbs (Album, erschienen 1967)

The Lovin’ Spoonful
- 1965: Do You Believe In Magic? / On The Road Again (Single)
- 1965: You Didn't Have To Be So Nice / My Gal (Single)
- 1965: Do You Believe In Magic? (Album)
- 1966: Daydream / Night Owl Blues (Single)
- 1966: Did You Ever Have To Make Up Your Mind / Bald Headed Lena (Single)
- 1966: Daydream (Album)
- 1966: What’s Up Tiger Lily (Album)
- 1966: Summer In The City / Físhin' Blues (Single)
- 1966: What’s Shakin’ (Compilation Album)
- 1966: Rain On The Roof / Warm Baby (Single)
- 1966: Nashville Cats / Full Measure (Single)
- 1966: Hums Of The Lovin’ Spoonful (Album)
- 1967: Darling Be Home Soon / Darlin Companion (Single)
- 1967: You’re A Big Boy Now (Album)

Zal Yanovsky Solo
- 1967: As Long As You're Here / Ereh Er'uoy Sa Gnol Sa (Single)
- 1967: Alive And Well In Argentina (Album)

## Kochbücher
- 1998: The Chez Piggy Cook Book
- 2006: The Pan Chanco Cookbook